# Silistra
Silistra (bulharsky Силистра) je přístavní město na severovýchodě Bulharska, které leží na jižním břehu řeky Dunaj při hranici s Rumunskem. Také je administrativním centrem stejnojmenné oblasti a obštiny a je důležitým městem v jižní Dobrudži. Žije tu necelých čtyřicet tisíc obyvatel.

## Historie

### Antika
Místo bylo osídleno od 5. tisíciletí př. n. l. Thráky. Město bylo založeno Římany v roce 29 př. n. l. pod jménem Durostorum a byla významným vojenským centrem, přístavištěm a silniční stanice provincie Moesie. Po skončení dáckých válek, které vedl císař Traján zde byla umístěna Legio XI Claudia kvůli ochraně dunajských hranic. Za císaře Gordiána III. se v okolí města Durostorum válčilo. Za císaře Diokleciána se stalo Durostorum hlavním místem provincie Scythia Minor. V roce 388 se město stalo sídlem biskupství. Jedním z prvních biskupů byl Auxentius z Dorostoma. Po rozdělení říše patřilo město k Východořímské říši a později Byzantské říši.

### Středověk
Příchodem Slovanů se jméno pozměnilo na Dorostol a později na Drăstăr (Дръстър). Za první bulharské říše zde nechal chán Omurtag postavit palác a v roce 927 ho zvolil za sídlo první bulharský patriarcha Damián. V 10. století bylo území severovýchodního Bulharska zpustošeno válkami s Byzantskou říší a Kyjevskou Rusí. Nakonec město dobyl císař Jan Cimiskes, přejmenoval ho na Theodoropolis na počest sv. Theodora Stratelatese a určil ho sídlem provincie Paristrion. V roce 1032 město dobyli Pečeňhové. V době druhé bulharské říše zde sídlil car Teodor Svjatoslav.

### Osmanská nadvláda
Město padlo pod nadvládu Osmanské říše v roce 1388 a následně bylo silně opevněno. Stalo se sídlem Silisterského vilájetu, který se rozkládal na jižním břehu Dunaje a podél pobřeží Černého moře od Istanbulu ke Krymu. V oné době město těžilo ze svého postavení a velmi prosperovalo.
Během rusko-turecké války bylo v roce 1828 dobyto ruskou armádou a zůstalo obsazeno až do roku 1833. V té době zde rozestavěli pravoslavný chrám. Po znovuzískání města Turci zesílil zdejší opevnění. V době bulharského obrození se sem začali ve větší míře stěhovat Bulhaři, kteří si vystavěli na předměstí vlastní čtvrť a v ní i bulharskou školu. Čtvrť Turci vypálili v roce 1853. Do ruské moci se město dostalo znovu v průběhu Krymské války. V roce 1858 ho navštívili američtí misionáři a popsali jako město s 20 tisíci obyvateli, ohrazené valy a zdmi vysokými 4,5 až 6 m. V roce 1872 město navštívil a popsal rakouský cestovatel Felix Kanitz.

### Novodobá historie
Z osmanského područí bylo město osvobozeno na začátku rusko-turecké války a v roce 1878 se stalo součástí Bulharského knížectví. K prudkému hospodářskému rozvoji města došlo v letech 1902–1912, kdy zde vzniklo vícero průmyslových podniků, především strojírenských a potravinářských. V roce 1913, po ukončení první balkánské války, Bulharsko postoupilo město Rumunsku na základě Petrohradského protokolu, což bylo po druhé balkánské válce stvrzeno bukurešťským mírem. V oné době byla také nazývána Dârstor. Pod bulharskou pravomoc se navrátilo v roce 1940 v souladu s Craiovskou smlouvou.
8. září 1944 do Bulharska vpadla přes Silistru Rudá armáda a následně obsadila celé Bulharsko. V důsledku toho se v zemi chopila moci Vlastenecká fronta vedená komunisty a položila tak základy budoucí totalitní vlády. Během socialismu se Silistra rozvinula v rozvinuté průmyslově-zemědělské město. Pád komunistického režimu v roce 1989 vyvolal ve městě ekonomickou nestabilitu, ze které se město začalo zotavovat a stabilizovat až po vstupu Bulharska do Evropské unie v roce 2007. K dalšímu oživení došlo po zrušení bariér v důsledku vstupu obou sousedících zemí do schengenského prostoru (2025).

## Památky
Můžeme tu najít hrobku po Římanech, zbytky středověké pevnosti, tureckou tvrz a galerii umění.

## Obyvatelstvo
Níže uvedená tabulka ukazuje vývoj populace města od konce 19. století (1887–2021):
| Rok      | 1887   | 1910   | 1934   | 1946   | 1956   | 1965   | 1975   | 1985   | 1992   | 2001   | 2011   | 2021   |
| Populace | 11 415 | 11 046 | 15 159 | 16 142 | 20 350 | 32 996 | 58 197 | 53 522 | 48 360 | 41 952 | 35 607 | 29 498 |

K 15. prosinci 2024 ve městě žilo 33 289 obyvatel a bylo zde trvale hlášeno 39 959 obyvatel. Podle sčítání z 1. února 2011 bylo národnostní složení následující:
- Bulhaři: 29 677 (88.3 %)
- Turci: 3 458 (10.3 %)
- Romové: 123 (0.4 %)
- ostatní[p 4]: 370 (1.1 %)

## Rodáci
- Flavius Aetius (cca 396–454) - význačný západořímský vojevůdce a politik